# Định Quán (district)
 Định Quán is een district in de Vietnamese provincie Đồng Nai. Het ligt in het zuidoosten van Vietnam. Het zuidoosten van Vietnam wordt ook wel Dông Nam Bô genoemd. De hoofdplaats van het district is Định Quán. De oppervlakte van het district bedraagt 966,5 km² en heeft volgens de telling in 2003 214.321 inwoners.
Naast Định Quán bestaat het district uit de volgende administratieve eenheden: Thanh Sơn, Phú Tân, Phú Vinh, Ngọc Định, La Ngà, Phú Lợi (Đồng Nai), Phú Hoà, Gia Canh, Phú Ngọc, Túc Trưng, Phú Cường, Phú Túc, Suối Nho.